# 孔長孫
孔長孫（?—?），南北朝到隋朝时鲁郡人。孔子三十一代孫，孔乘玄孙，孔靈珍曾孙，孔文泰之孙，孔渠之子。
太和十九年（495年），魏孝文帝元宏封孔靈珍为崇圣侯，孔長孫袭封位第四代崇圣侯。北齐天保元年（550年）六月，齐文宣帝高洋改封孔长孙为恭圣侯，食邑一百户，主持孔子祭祀。北周大象二年（580年）三月，周静帝下诏追封孔子为邹国公，孔长孙也被改为袭封邹国公，食邑一千户。孔子奉祀後裔第一次由侯爵改为公爵。孔长孙六十四岁去世，葬在曲阜孔林内孔子墓西。有儿子二人为孔英悊、孔嗣悊。
| 前任： 孔渠     | 东魏崇圣侯 ？—550年    | 繼任： 改为恭圣侯 |
| 前任： 崇圣侯改 | 北齐恭圣侯 550年—577年 | 繼任： 改为邹国公 |
| 前任： 恭圣侯改 | 北周邹国公 580年—？    | 繼任： 孔嗣悊     |

## 参看
- 孔子
- 孔子世家大宗世系
- 孔子世系
- 孔子世家大宗世系图
- 孔子世家总世系图 (中兴祖前)